# Maria Sagrario di San Luigi Gonzaga
Maria Sagrario di San Luigi Gonzaga, al secolo Elvira Moragas Cantarero (Lillo, 8 gennaio 1881 – Madrid, 15 agosto 1936), fu una monaca carmelitana scalza.

## Biografia
Elvira Moragas Cantarero nacque l'8 gennaio 1881 a Lillo, nel 1886 si trasferì a Madrid dove il padre continuò a fare il farmacista fino al 1909 quando morì. Elvira venne educata dal padre per poi continuare la sua formazione nella Scuola delle Mercedarie di San Fernando a Madrid. Gli studi superiori li compì all'Istituto Cardenal Cisneros per poi iscriversi alla facoltà di medicina dell'università di Madrid (unica donna a frequentare l'Università).
Dopo la laurea cominciò ad aiutare il padre e dopo la sua morte gestì lei l'attività diventando la seconda donna titolare di una farmacia della Spagna. Elvira dedicò il sabato all' elemosina verso i poveri che si riunivano in farmacia numerosi. Quando il fratello Riccardo tornò dalla Francia dopo aver conseguito la laurea in farmacia cominciò lui a gestire l'attività e Elvira su consiglio di san José María Rubio Peralta entro nel giugno 1915 nel monastero delle Carmelitane Scalze di Santa Ana y San José.
Nel dicembre 1915 vestì l'abito carmelitano e scelse come nome Maria Sagrario di San Luigi Gonzaga e nel Natale 1916 fece la prima professione per poi entrare ufficialmente nell'ordine nel 1920. Con l'aiuto del fratello continuò la sua opera di beneficenza come farmacista in convento. Durante la sua vita svolse la missione di carmelitana con grande impegno, dal 1927 al 1930 viene eletta priora. Nel 1936 fu riconfermata priora e pochi giorni dopo cominciò la Guerra Civile Spagnola che causò decine di migliaia di morti tra i religiosi. Il 20 luglio le monache vennero cacciate dal convento. Madre Maria Sagrario andò ad abitare dai familiari di una consorella ma il 14 agosto 1936 viene arrestata. Verrà interrogata più volte ma rispose scrivendo su un foglio "Viva Cristo Re". Il 15 agosto 1936 verrà portata nella pradera de San Isidro (attualmente un parco di Madrid) dove sarà fucilata.
Il 10 maggio 1998 viene proclamata beata da San Giovanni Paolo II.